# Spanske borgerkrig
Den spanske borgerkrig blev udkæmpet fra 1936 til 1939 mellem Spaniens republikanske regering (støttet af socialdemokrater, reformister, kommunister og anarkister) og nationalisterne anført af general Francisco Franco (støttet af konservative, falangister og i et vist omfang den katolske kirke). Nationalisterne modtog aktiv militær støtte og fik våben fra Nazi-Tyskland og Mussolinis Italien. Republikken købte militært udstyr fra Sovjetunionen og Mexico, men den vestlige ikke-interventionspolitik medførte efterhånden, at den lovlige regering ikke kunne købe våben. Krigens to sidste år kæmpede republikanerne uden våbenhjælp udefra.
Borgerkrigen endte med, at nationalisterne sejrede.
Nationalisterne havde en overvejende konservativ, katolsk basis og blev støttet af adelen, store dele af hæren og royalister (både tilhængere af den abdicerede Alfonso 13. og de såkaldte Carlister, der støttede det Bourgonske dynasti), der ønskede at genindføre monarkiet. Venstresiden omfattede først og fremmest socialister, anarkosyndikalister og socialliberale og havde støtte fra de nationale eliter og kirken i Baskerlandet, Catalonien, fattige landarbejdere og fra mere sekulære og urbane miljøer i hele landet. Nationalisterne under ledelse af generalerne Francisco Franco, Emilio Mola og José Sanjurjo indsatte størstedelen af hæren mod den venstreorienterede regering, men mødte stærk modstand fra loyale hær- og marineafdelinger og fra civile, som afvæbnede garnisoner og greb til våben. Mange soldater meldte sig også til folkefronten. Først efter tre års blodige kampe gik nationalisterne sejrende ud af borgerkrigen. Francisco Franco blev Spaniens diktator, og alle partier blev forbudt eller indlemmet i Francos statsbærende parti.
Krigen blev udkæmpet med omfattende terror og massakrer på begge sider mod fanger og faktiske og formodede modstandere. Krigen fik en bred international pressedækning, som formidlede terror og drab. Først var pressedækningen ofte baseret på rygter.
I efterkrigstiden blev den vindende side glorificeret af den højreorienterede regering, som havde magten i landet. Francos efterfølger kong Juan Carlos ændrede politikken 1970'erne. Det førte til, at Spanien blev et konstitutionelt monarki med parlamentarisk demokrati. Meningerne om borgerkrigen i Spanien er delte, og borgerkrigen var længe tabubelagt i spansk politik.

## Baggrund
Borgerkrigen var et resultat af flere faktorer og århundreder lange konflikter. Flere var politiske konflikter i den anden spanske republik. Desuden var det internationale politiske klima i 1930'erne præget af politisk ustabilitet, frygt for kommunistiske revolutioner, fascistiske bevægelser, svage demokratier, stor ulighed og at stadig flere lande i Europa fik autoritært styre.
I Spanien var det en gammel politisk konfliktlinje mellem regionalt selvstyre og det traditionelle centralistiske styre, som selv påkaldte sig at «bevare Spaniens enhed». Både kirken og militæret var traditionelt en integreret del af landets ledelse, og kongehuset havde en svag stilling. Da kong Alfons 13. af Spanien i 1923 anerkendte Miguel Primo de Riveras magtovertagelse og diktatur, åbnede det vejen for oprettelse af republikken i 1931, men både arbejdet med republikkens grundlov og det nødvendige reformarbejde bragte de politiske spændinger op til overfladen. Republikken var derfor præget af store konflikter, flere kupforsøg og voldelig uro.
Efter at venstrekoalitionen Frente Popular kom til magten under ledelse af Manuel Azaña i 1936, fulgte en periode med stor ustabilitet og konflikt. Volden mellem militante grupper kom ud af kontrol efter drabet på den konservative parlamentariske leder José Calvo Sotelo. Samme år forsøgte en gruppe højere officerer at begå et statskup mod den nye regering. Oprøret blev efterhånden støttet af konservative spanske grupper som Confederación Española de Derechas Autónomas, eller C.E.D.A) og den konservative katolske folkebevægelse Karlistene og den royalistiske Falange Española de las J.O.N.S.

## Det militære oprør

### Kupforsøg
Den republikanske regering havde sendt de officerer, de var utrygge ved som general Manuel Goded Llopis, Emilio Mola og generalstabschefen general Franco til poster langt fra Madrid. Mellem 5. og 12. marts var der flere konspiratoriske møder i Madrid mellem en række generaler, blandt dem også Gonzalo Queipo de Llano. I deres planlagte opstand skulle José Sanjurjo, som havde ledet et kupforsøg i 1932, være frontfigur. Regeringen var blev advaret mod disse planer, men ignorerede advarslerne.
Borgerkrigen blev udløst af denne militære opstand af en gruppe højere officerer. Starttidspunktet var 17. juli klokken fem on morgenen for styrkerne i Afrika og et døgn senere for styrkerne i selve Spanien. Kupmagerne sikrede sig først kontrol i Afrika, således at flest mulig af styrkerne herfra ville kunne sættes ind i Andalusien. Franco var nu "forvist" til De Kanariske Øer, men rejste natten til den 17. juli med postbåden fra Santa Cruz de Tenerife til Las Palmas og derfra videre med et lejet fly til Spansk Marokko.
Generalerne planlagde et hurtigt statskup, og aktionerne i Nordafrika gik efter planen, så elitestyrkerne her kunne sættes ind i selve Spanien sammen med 75.000 frivillige marokkanere. Men andre steder i Spanien gik kuppet ikke efter planen, og kupmagerne formåede ikke at sikre sig kontrol over flere store byer, herunder Madrid. Der blev de militære holdt inde i Montaña-lejren, og lejren faldt næste dag efter blodige kampe og en påfølgende massakre. I Barcelona blev oprørerne slået af væbnede anarkister og syndikalister. General Goded, som var fløjet ind fra sit tjenestested på Balearerne, blev taget til fange i Barcelona og henrettet.

### Reaktioner på kuppet
Både inden for hæren og Guardia Civil gik loyaliteten begge veje, desuden gik også væbnede arbejdergrupper i aktion flere steder og neutraliserede oprørsvenlige enheder og sikrede byen for republikken. Den spanske marine var langt mere klassedelt end hæren, hvilket førte til, at de lavere officerer og det menige mandskab var bedre politisk organiseret og havde en større afstand til den højere ledelse. De gjorde mytteri og overtog fartøjerne, da de fik besked om at gå til nationalistiske havne, og nationalisterne fik ikke den skibsstøtte, de havde forventet for at sikre transport af soldater fra Marokko til Den iberiske halvø. Karlisterne mobiliserede deres milits til støtte for oprøret. Efter blot to dage, den 19. juli, mødte 8.000 bevæbnede karlister iført de karakteristiske røde baretter klar til kamp i Pamplona.
Et effektivt forsvar blev imidlertid forhindret af, at regeringen ikke ønskede at bevæbne civilbefolkningen, da Folkefronten var præget af store interne modsætninger, og der var gensidig mistillid mellem regeringen og vælgerne. Regeringen manglede autoritet, og ved udbruddet af krigen kunne den ikke længere opretholde lov og orden. Selve kuppet udløste også revolutionær aktion fra dele af arbejderbevægelsen.

### Fronterne etableres
Tilsammen førte situationen til, at lidt over halvdelen af Spaniens territorium, med omkring 14 millioner indbyggere (mod nationalisternes 11 millioner) forblev under republikkens kontrol, blandt andet Madrid og området ud til Middelhavskysten, herunder Valencia, Barcelona og store dele af landdistrikterne i Catalonien og områderne syd mod Andalusien. Det gjorde, at regeringen efter den første forvirring kunne reorganisere forsvaret og prøve at bekæmpe opstanden. Meget af den væbnede modstand kom fra en arbejdermilits organiseret af CNT og FAI.
I august blev fronterne og de kontrollerede zoner klarere. I de nationalistkontrollerede områder blev der tidligt etableret en militærstat, mens det politiske kaos, rivaliseringen og modsætningerne fortsatte inden for det republikanske område, som stadig krympede. Republikkens regering blev stadig mere lammet af sammenbruddet i centraladministrationen, nationalisternes oprør, samtidig med at venstresiden pressede på for at få gennemført en venstreorienteret revolution. Desuden havde de republikanske styrker dårligt udstyr, manglende uddannelse og svag disciplin.
Den 4. september 1936 blev Francisco Largo Caballero stats- og krigsminister. Han gik ind for fællesskab mellem socialisterne, kommunisterne, det venstresocialistiske POUM, anarkosyndikalisterne og venstreorienterede katolikker. Foruden krigsførelsen lagde han særlig vægt på at opretholde regeringens autoritet i det republikansk-kontrollerede område. POUM og CNT var imod at opløse partimilitserne og lade disse styrker gå ind i den republikanske hær, hvor politiske officerer fra PCE efterhånden fik stor indflydelse.
Efter pres fra Josef Stalin og som en forudsætning for videre sovjetisk våbenhjælp gik PCE fra den 3. maj til 8. maj 1937 til væbnet aktion mod POUM, der beskyldtes for at være trotskistisk, og delvis også mod CNT. Det medførte en regeringskrise, hvor kommunisterne fik presset igennem, at Caballero skulle gå af som regeringsleder den 17. maj. Den mere centrumsorienterede Juan Negrin (også fra PSOE) blev ny statsminister, da kommunisterne mente, at han var mere på deres linje. I efteråret 1937 overtog kommunisterne mere og mere af kontrollen også over de væbnede styrker, hvor ikke-kommunister blev afsat, nægtet forfremmelse, forsyninger og sanitet eller udsat for tortur og internering af den NKVD-styrede hemmelige tjeneste SIM (Servicio de Investigación Militar), som var oprettet den 9. august 1937. Samlet svækkede det kampmoralen dramatisk på den republikanske side. Desuden førte den kommunistiske militære strategi og deres metoder til, at den mistede støtte.

### Styrkefordeling ved borgerkrigens start
Nationalisterne havde en stor fordel gennem kontrollen over den 40.000 mand store kamperfarne Afrikahær. Desuden havde de kontrol over 50.000 mand fra den langt mindre trænede hjemmehær, to tredjedele af den paramilitære politistyrke, carabineros, og noget over halvdelen af Guardia Civil; de tre sidste væbnede politistyrker udgjorde en styrke på 30.000 mand på kupmagernes side. Samlet var oprørernes styrke på 130.000 mand, mens republikken på dette tidspunkt rådede over omkring 90.000 mand.

## Konsolidering af nationalistområdet
Da statskuppets plan om en hurtig magtovertagelse ikke kunne gennemføres, måtte den nationalistiske side i en situation, som gik over til en mere langvarig borgerkrig, samle sig om en politisk platform og en mere helhedsorienteret politik. Samtidigt med at nationalisterne kontrollerede omkring halvdelen af landets territorium og befolkning, måtte det styres og økonomien stables på benene igen, især eksporten som kunne sikre international valuta nødvendig for finansieringen af krigsførelsen. Særligt eksporten af sherry, oliven og citrusfrugter var vigtige indtægtskilder. Handelsaftaler med Portugal var vigtige, og de militære myndigheder førte streng kontrol med alle eksportindtægter.
Nationalisterne var en uensartet gruppe med de traditionalistiske og monarkistiske karlister, som ønskede Alfonso Carlos de Borbón, og senere, da han døde den 29. september 1936, Xavier af Bourbon-Parma på tronen, andre monarkister, som ønskede Alfonso 13. tilbage, den fascistiske og republikanske falangs. Blandt de centralt placerede højere officerer var der også politiske forskelle: monarki eller republik, forholdet til frimurere, kirken med mere.
Løsningen blev et monarki uden konge, fordi ingen aktuel tronprætendent kunne samle nationalisterne. Videre stod tanken om politisk centralisme og modstand mod regionalt selvstyre stærkt. Rivaliseringer blandt de højere officerer gjorde magtstrukturen i begyndelsen noget uklar, men to vel planlagte træk fra Francos side skulle sørge for, at han sikrede sig fuld kontrol.
Den 29. september 1936, to dage efter triumfen i Toledo, udråbte Franco sig selv som generalissimo og caudillo. Denne proklamation gik ud over radioen og stillede de andre oprørsledere over for et fait accompli med hensyn til lederskabet. Franco etablerede en hovedstad for det nationalistiske styre i Burgos. I denne by, hjembyen for El Cid holdt han sin første tale fra balkonen på rådhuset, hvor han erklærede "Den nye stat har ikke brug for parasitter".
Falangen blev tidlig svækket af, at den karismatiske leder José Antonio Primo de Rivera blev arresteret og senere henrettet af republikanerne den 20. november 1936 i Alicante. Henrettelsen blev hemmeligholdt af Franco for at skabe et magtvakuum inden for falangen.
Den 19. april 1937 sikrede Franco sig også den fulde politiske kontrol over det nationalistiske Spanien gennem en forordning, som bestemte, at den politisk svækkede, men militært styrkede falange skulle slås sammen med karlisterne, den alfons-monarkistiske Renovacion Española og resterne af den politiske højrefløj til et parti, direkte underlagt ham selv, med navnet Falange Española Tradicionalista y de las JONS.
Fascistisk hilsen blev indført, slagordet var Por el imperio hacia Dios ("For imperiet frem mod Gud"), og der blev indført uniformer for den nationalistiske side. Det hurtige træk fra Francos side gjorde det vanskeligt at protestere uden at fremstå som forræder, og med sine to vel planlagte aktioner i september 1936 og april 1937 sikrede han sig en diktatorisk kontrol, som skulle vare livet ud.
Magtkoncentrationen blev videreført med udnævnelsen af en formel regering den 30. januar 1938 og ny lov for statens centraladministration, hvor regeringen hverken sværgede loyalitet til konge eller republik, men til Franco. Eden lød:
"Jeg sværger i Guds og hans hellige evangelisters navn at udføre mine pligter som spansk minister med den yderste loyalitet mod statslederen, Generalsissimo for vor ærerige styrker, og mod det nationale regimes konstitutionelle principper, for at tjene fædrelandets skæbne."
Franco fik her den øverste udøvende, lovgivende og dømmende magt. Dette blev fulgt op umiddelbart med en række dekreter om alt fra afskaffelse af republikkens helligdage til nye mønter og frimærker, afskaffelse af selvstyret for Catalonien, presselov, indførelse af kastilliansk som eneste sprog og en række andre forordninger.

## Udenlandsk deltagelse
Den spanske borgerkrig skabte et stort internationalt engagement. Krigen blev set i forbindelse med de øvrige politiske omvæltninger i Europa, og mens nogen så krigen som en kamp mod den verdensomspændende kommunisme, så andre krigen som fascismens fremvækst og trussel.
Herved fik krigen stor symbolkraft, også i eftertiden. Den blev set som konfrontation mellem kirken og ateisme, mellem diktatur og demokrati, mellem kommunisme og fascisme. Slagordet for venstrefløjen i Europa var at gøre "Spanien til fascismens grav i Europa" i en periode med Mussolinis og Hitlers fremvækst.
Da de fleste lande havde nedlagt forbud for sine borgere mod at støtte nogen af parterne i krigen, blev nogle af dem, som havde kæmpet for regering retsforfulgt efter, at de vendte hjem. Det skete både i Danmark og Norge.

### Folkeforbundets rolle
Folkeforbundet holdt sig i hovedsagen neutralt til det, som skete i Spanien, og formåede ikke at begrænse den enorme indførsel af våben og andet militært udstyr til de stridende parter. Folkeforbundet oprettede en ikke-indblandingskomité, og det vedtog et forbud mod udenlandske frivillige med virkning fra 21. februar 1937. Den internationale ikke-interventionspolitik styrkede stort set kun nationalisterne, da den hindrede hvervning til "de internationale brigader" og forhindrede import af materiel til republikken. Den tyske og italienske militære tilstedeværelse var ukendt og formelt ikke-eksisterende.

### Europas noninterventionspolitik
For at begrænse konflikten vedtog de europæiske lande, først hver for sig, i efteråret 1936 et alment forbud mod støtte til nogen af de stridende parter, hvilket blev kaldt for noninterventionspolitik (fra engelsk non-intervention, ikke-indblanding). Det formaliseredes senere med den på britisk og fransk initiativ oprettede internationale noninterventionskommité, hvor i alt 26 lande var repræsenteret. Komiteen oprettede i marts 1937 en omfattende kontrol af Spaniens søværts og landegrænser for at forhindre indførsel af krigsmateriel, men efter bombardementet af det tyske panserskib Deutschland i maj og torpedoangrebet på krydseren Leipzig i juni 1937 ophørte kontrolsamarbejdet til søs. I august 1937 indledte Italien en uindskrænket ubådskrig ved Spaniens kyster. I marts 1938 åbnede Frankrig landegrænsen med Spanien for våbentransporter til regeringstropperne. Noninterventionskomiteen mislykkedes således reelt med at forhindre udenlandsk indblanding i borgerkrigen og vedtog sommeren 1938 et sidste forslag, som gjaldt evakueringen af udenlandske frivillige, hvilket gennemførtes omend via helt andre kanaler. Udlændinge i de internationale brigader blev sendt hjem ifølge beslutning i Folkeforbundet, og italienske tropper blev trukket tilbage efter en bilateral aftale mellem Italien og Storbritannien.
Kritikerne – som George Orwell – mente, at man med noninterventionspolitiken forrådte demokratiets sag i Europa og ofrede Spaniens folk af storpolitiske og økonomiske grunde. Winston Churchill, britisk konservativ politiker, bestred så sent som i 1938, at der fandtes tyske eller italienske interventionstropper i Spanien. Han sagde, at der i Spanien kun foregik en indre kamp mellem spaniolerne selv.

### Tyskland
Francisco Franco anmodede tidligt Adolf Hitler om hjælp fra Tyskland og Benito Mussolini fra Italien om støtte til nationalisterne. Særlig blev tysk støtte vigtig som erstatning fra de marinefartøjer, som oprørerne havde sikret sig. Adolf Hitler svarede umiddelbart og gennemførte tre større militære operationer i Spanien under borgerkrigen. Den første, kaldet Operation Feuerzauber («Trolddomsild» – efter den sidste akt i Richard Wagners opera Siegfried) allerede sent i juli 1936, hvor han ved hjælp af 20 af transportflyene Junkers Ju 52 sammen med seks eskortefly og 85 tyske vedligeholdspersonale til flyene, sørgede for at få flyttet oprørssoldater, som var stationeret i Marokko til Spanien, et centralt element i oprørsplanen. Tyskland ville have betaling i form af kobber- og jernmalm.
I slutningen af september samme år sørgede Hitler for både landstyrker og materiel for at styrke Francos slagkraft. Det blev sendt 24 Panzer I kampvogne, anti-luftskyts og radioudstyr. Og tyskerne sørgede for, at de tidligere leverede Junkers Ju 52 blev ombygget til bombefly. I oktober 1936 var der 600–800 tyske soldater i Spanien.
Men det største tyske bidrag kom først efter Francos mislykkede forsøg på at indtage Madrid. Det tyske militære engagement blev direkte ved oprettelsen af Legion Condor i november 1936. Der blev først sendt 3.500 mand i kamp, og nationalisterne fik yderligere 92 fly. Legionen blev stående som en aktiv, operativ enhed under Francos overordnede kommando i Spanien under hele borgerkrigen frem til afslutningen i maj 1939. Den tyske styrke blev ledet af Hugo Sperrle med Wilhelm Ritter von Thoma som leder for landstyrkerne og Wolfram Freiherr von Richthofen som leder for luftstridskræfterne.
På det højeste var den tyske styrke på 12.000 mand, og i alt omkring 19.000 tyskere deltog i den spanske borgerkrig. Det skulle i høj grad styrke Francos stilling blandt de andre oprørsgeneraler, at Hitler havde størst tiltro til ham og ønskede, at den tyske støtte kun skulle gå til styrker, som stod under Francos kommando.

### Italien
Efter, at Franco havde anmodet om, og fået støtte fra Tyskland, sluttede også den italienske leder Benito Mussolini op om krigen. Mussolini sendte flere landstyrker end Hitler, men indledningsvis mindre materiel støtte. Ved krigens udbrud sendte Mussolini først tolv Savoia-Marchetti SM.81 bombefly. Den 7. august blev de fulgt af 27 Fiat jagerfly, fem Fiat-Ansaldo CV-33 lette kampvogne og tolv feltkanoner, alt med ammunition og uddannede operatører. Lige efter kom der tre vandfly og yderligere seks jagerfly.
Senere støttede Italien nationalisterne ved, at den italienske marine (Regia Marina Italian) hjalp dem gennem våbenblokaden i Middelhavet. Senere forsynede Italien dem med maskingeværer, artilleri, fly og lette kampvogne. Det italienske flyvevåben stillede med Aviazione Legionaria og en frivillig hærafdeling Corpo Truppe Volontarie, eller CVT. Den blev først ledet af Mario Roatta, derefter af Ettore Bastico under kampene i Nordspanien i 1937, derefter af Mario Berti under Aragónoffensiven, og til sidst Gastone Gambara under Cataloniaoffensiven til styrken blev trukket tilbage i februar 1939. CVT havde en styrke på op til 50.000 mand, og tilsammen tjenestegjorde mere end 75.000 italienere i Spanien gennem rotation i styrken.

### Portugal
Nationalisterne fik også våben og forsyninger fra Portugal. António de Oliveira Salazar sendte den 12.000 mand store Viriato-legion, som bestod af portugisiske frivillige. Portugal nægtede også at tage mod republikanske flygtninge.

### Irske frivillige på begge sider
Den irske regering erklærede, at det var ulovligt for irske statsborgere at deltage i kampene i Spanien. Imidlertid sluttede omkring 250 irere sig til de internationale brigader, mens Eoin O'Duffy organiserede omkring 700 af sine tilhængere i "blåskjorterne" til at kæmpe for Franco. Men da de ankom til Spanien, nægtede de at kæmpe mod baskerne, da de identificerede sig med deres kamp for selvstyre. De var rekrutterede for at bekæmpe kommunismen og "bolsjevik-faren". De blev derfor hurtigt sendt hjem igen.
De irske frivillige på republikkens side kæmpede i de internationale brigader, i første række i den amerikanske Abraham Lincoln Brigade, som var en blanding af socialister, fagforeningsmænd og tidligere IRA-medlemmer. Omkring en tredjedel faldt i kampene. Flere af dem var organiseret i afdelingen Connolly Column, opkaldt efter James Connolly som blev dræbt under Påskeoprøret i 1916.

### Internationale kulturpersonligheder
De fleste internationale kulturpersonligheder, som engagerede sig i borgerkrigen, støttede den republikanske regering, blandt dem forfattere som Ernest Hemingway og Claude Simon. En række forfattere kom for at skrive om krigen, blandt dem George Orwell, Arthur Koestler, W.H. Auden, Antoine de Saint-Exupéry, Jean-Paul Sartre, Simone Weil, André Malraux, Christopher Isherwood og Graham Greene. Blandt dem deltog Orwell, Malraux og Simon aktivt i kampene på republikkens side.
Nationalisterne fik støtte af forfattere som Evelyn Waugh, Gertrude Stein, Roy Campbell og Mussolini-beundreren Ezra Pound.

### Internationale brigader
.
De internationale brigader blev oprettede af Komintern og bestod af mellem 32.000 og 35.000 udenlandske statsborgere fra omkring 53 lande. Motivationen var at kæmpe mod fascismen, og mange af deltagerne var kommunister eller fagforeningsmænd. Den vigtigste rekrutteringscentral var i Paris, hvor arbejdet blev koordineret af ledelserne i de franske og italienske kommunistpartier. Den militære træning og erfaringen blandt disse mandskaber var meget varierende. Mange kom lige fra fysisk arbejde eller arbejdsløshed hjemme. Henved 30 af de højere officerer var fra Den røde hær, men camouflerede som frivillige og med dæknavne.
Men de internationale brigader havde både en politisk og militær betydning. Udtrykket for internationalt engagement på republikkens side var vigtig for den, som kæmpede med store interne problemer. Videre udgjorde de 3.000 internationale soldater et vigtigt bidrag, allerede da det første nationalistiske angreb på Madrid blev slået tilbage i efteråret 1936. Senere i krigen blev deres militære betydning stadig større.
Mange frivillige kom fra Frankrig (10.000), Tyskland og Østrig (5000) samt Italien (3.350). Mere end 1.000 kom fra Sovjetunionen, USA, Storbritannien, Polen, Jugoslavien Ungarn og Canada. Thälmann-bataljonen, en gruppe tyskere, som de fleste dansk frivillige var en del af, og Garibaldi-bataljonen, en gruppe af italienerne udmærkede sig ved belejringen af Madrid. Amerikanerne var i hovedsagen indrulleret i Abraham Lincoln-brigaden, mens canadierne deltog i Mackenzie-Papineau bataljonen. Over fem hundrede rumænere kæmpede på republikansk side, herunder medlemmerne af det rumænske kommunistparti Petre Borilă og Valter Roman. Omkring 80 frivillige fra Irland dannede Connolly Column, som blev udødeliggjort af den irske folkemusiker Christy Moore med sangen "Viva La Quince Brigada". Nogle kinesere sluttede sig til brigaderne, de fleste af dem vendte tilbage til Kina, mens andre blev fængslet, kom i franske flygtningelejre eller blev i Spanien. Brigaderne hævdede at repræsentere 53 stater.
Manglen på militære færdigheder, spændinger i forhold til de spanske afdelinger på den republikanske side, hvor spanierne oplevede dem som indtrængere, vekslende disciplin og kampmoral, førte til uro inden for brigaderne. Videre blev de internationale brigader ramt af paranoia mod udenlandske spioner forstærket af den generelle frygt, som Moskvaprocesserne skabte blandt de sovjetiske ledere. Særligt efter at den republikanske offensiv mod landsbyen Brunete i juli 1937 var kampmoralen i de berørte styrker meget dårlig. Der forekom omfattende straffeaktioner og henrettelser af officerer og menige, og mange soldater, hvis seksmåneders kontrakter var udløbet, fik ikke lov til at rejse hjem.
Desillusionerede soldater fra de internationale brigader, herunder skandinaver, blev holdt fængslet i "omskoleringslejre" blandt andet i Albacete, Murcia, Valencia og Barcelona, hvor de sad indespærrede i koncentrationslejrlignende anlæg på ubestemt tid. Deres pas blev frataget dem, da de havde ladet sig hverve, og de skal være sendt til Moskva til brug for NKVD-agenter på opgave. Mange blev henrettet, også for bagatelagtige forseelser. Samlet gjorde disse forhold, at mange oplevede, at de var fanget i en fælde, som gjorde, at nogle deserterede til nationalisterne eller påførte sig selv alvorlige skader under kamp. I september 1938 blev de til sidst trukket ud, og 9.934 var faldet, 7.686 var savnet og 37.541 var såret. Endnu i januar 1939 fandt de internationale kommissioner, som overvågede tilbagetrækningen, omkring 400 internationale soldater fængslet af deres egne i Barcelona og andre steder, til dels på stærkt tvivlsomt grundlag.

### Sovjetunionen
Sovjetunionen var kun villig til at sælge våben til den siddende regering. Sovjetunionen forsynede republikken blandt andet med 806 fly, 362 kampvogne og 1.555 artillerienheder, men stillede strenge betingelser for sin støtte, blandt andet tog de betaling i den spanske guldreserve. Regeringshæren blev omorganiseret efter forbillede i Den røde hær med kommunistiske kommissærer i hvert kompagni. Det lille Moskva-tro kommunistparti fik plads i regeringen, mens de indflydelsesrige anarkister og syndikalisterne og det uafhængige kommunistparti POUM blev bekæmpet. Jordbrugskollektiver blev opløst, og arbejderstyrede bedrifter givet tilbage til deres ejere i et forsøg på at vinde støtte i middelklassen, hvilket også lykkedes til en vis grad.
Kommunisterne med støtte fra Stalin og Komintern slog i maj 1937 til mod POUM, dræbte, fængslede og torturerede en række centrale POUM-medlemmer, blandt dem lederen Andrés Nin. Resultatet var imidlertid, at støtten til regeringen faldt drastisk.
Officielt støttede Sovjetunionen Folkeforbundets ikke-indblandingspolitik men havde en række officerer og andre stridende camouflerede som frivillige i de internationale brigader. I alt kan det til enhver tid have været omkring 800 sovjetiske militære tilstede, krigen set under et omkring 2.150, hvoraf henved 600 ikke-stridende, blandt andet som tolke. I alt blev 189 sovjetiske statsborgere meldt dræbt eller savnet. En række af dem var også militærrådgivere for de republikanske kommandanter, men både manglen på disciplin, og ikke mindst de store kulturforskelle skabte til tider store interne spændinger og konflikter. Det sovjetiske engagement i den spanske borgerkrig foregik parallelt med Moskvaprocesserne, og disse udrensninger ramte også officerer, som tjenestegjorde i Spanien. Dette førte blandt andet til manglende kontinuitet, og at beslutninger blev taget ud fra andre hensyn end militære. Det kunne give sig udslag som, at militære beslutninger blev taget af fjernede officerer, eller at militær tænkning fra officerer som var faldet i unåde, blev omgjort eller undladt, uanset militære konsekvenser. Efterhånden som borgerkrigen gik dårligere for republikken, vendte Stalin sin opmærksomhed mod den anden kinesisk-japanske krig, som brød ud i juli 1937 og snart krævede sovjetisk engagement.
Stalins paranoia for udenlandsk ideologisk smitte førte til, at en række af de sovjetiske rådgivere, som havde tjenestegjort i Spanien, blev tvunget til at tilstå forræderiske kontakter i udlandet og skudt.

### Mexico
Mexico udtrykte stærk støtte til republikken og nægtede at støtte de internationale forslag om ikke-indblanding, da disse gav en fordel til den nationalistiske side. I modsætning til USA ønskede mexikanerne ikke at være neutrale, da præsident Lázaro Cárdenas del Río så paralleller til den mexicanske revolution i 1910 til 1928. Særlig i 1936 og 1937 solgte Mexico en del våben direkte til republikken, og de store smuglerlaste af våben fra Baltikum kom igennem ved, at de havde Mexico som bestemmelsessted i skibspapirerne. Rigtignok havde også nationalisterne stor støtte blandt landejere og andre kræfter internt i Mexico, og andre lande i regionen som Argentina, Brasilien, Chile og Peru støttede nationalisterne. Men den mexicanske støtte til republikken forblev af stor symbolværdi, og den materielle støtte var vigtig tidligt i borgerkrigen. Den økonomiske støtte foruden de betydelige smuglerlaste var på omkring 2 millioner dollar - og nogle få, mindre fly.

### Norge
I Norden valgte arbejderbevægelsen fra første stund side for republikken, og de socialdemokratiske regeringer så i 1936 gennem fingrene med våbensmugling og hvervning af frivillige til de internationale brigader. LO og Arbeiderpartiet indsamlede i alt næsten 2 millioner kroner til humanitær hjælp, mens NKP mobiliserede norske sømænd til at aktivt at smugle våben, især fra Baltikum. Reportager fra norske journalister skabte voldsomt engagement for "Spania-saken" i norsk arbejderbevægelse. I løbet af 1937 blev norsk skibsfart stadig mere ramt af nationalisternes kapervirksomhed i Gibraltarstrædet, og udenrigsminister Halvdan Koht led et smertelig politisk nederlag, da han forsøgte at sende marineskibet "Olav Tryggvason" for at beskytte norske skibe, som anløb republikkens havne.
Regeringen lykkedes heller ikke med internationale fredsforslag i Folkeforbundet. Tidligt i 1938 indledte Norges rederiforbund og Norges industriforbund en kampagne for at slutte handelsfred med Franco, og Høyre i Stortinget krævede anerkendelse af nationalisternes regime. Regeringen og udenriksminister Koht overlevede for så vidt opgøret internt i Arbeiderpartiet, da Norge i efteråret 1938 oprettede diplomatiske forbindelser for at redde skibsfarten på nationalistiske havne.
Det deltog omkring 220 nordmænd i de internationale brigader og måske omkring 5-10 frivillige, på den nationalistiske side. To af disse var Per Imerslund og Roy Alexander Rosland. På den republikanske side deltog kendte frivillige som Oluf Milde, Asbjørn Sunde, Johan Wesselvold, Gunnar Skjeseth og Nini Haslund Gleditsch. I hjælpearbejdet deltog Gleditsch og Haakon Lie, mens partisekretær Einar Gerhardsen besøgte republikken og fronten ved Madrid i 1938. Hjælpearbejdet blev organiseret gennem Spania-hjelpen, forløberen for Norsk Folkehjelp. Der blev grundlagt et norsk-svensk sygehus i Alcoy, ledet af Gunnar Johnson (overlæge ved Oslo lægevagt) og læge Gunnar Finsen.

### Sverige
Der var omkring 500 svenskere i de internationale brigader, heraf var størstedelen kommunister og syndikalister. De frivillige kom især fra Stockholm og Göteborg. Adskillige svenskere deserterede senere pga. den politiske ensretning, som kommunistiske krigskommissærer forsøgte at gennemtvinge i brigaderne. Andre svenskere forsvandt på grund af den hårde disciplin. I Sverige dannedes i 1937 til støtte for de svenske frivillige en organisation kaldet ”Frontkämparnas stödfond”. Fonden forestod indsamlinger til fordel for frontsoldaterne og for svenskere, som vendte hjem. Sammen med frivillige tyskere samledes frivilliga fra Skandinavien i bataljon Thälmann. Styrken indsattes blandt andet i kampene ved Jarama samt ved Guadalajara i kamp mod italienske tropper.

### Danmark
Omkring 500 danskere deltog i brigaderne, ca. 50 % af dem døde som Gustaf Munch-Petersen. Villy Fuglsang og Leo Kari skrev om deres deltagelse:
"De, som rejste til Spanien for at deltage i borgerkrigen, vidste, den danske regering ikke støttede dem. Overlevede de borgerkrigen og vendte hjem, vidste de, at de ville blive arresteret, da de have forbrudt sig mod den internationale aftale, som var indgået i den Internationale Ikke-indblandingskomité og var grundlaget for den lov, som gjorde det ulovligt for danske statsborgere at deltage i den spanske borgerkrig. Loven blev vedtaget i februar 1937".
I en socialdemokratisk håndbog står der blandt andet:
"Som et Led i de Kontrolforanstaltninger, som den Internationale Ikke-indblandingskomité iværksatte omkring Slutningen af Februar 1937, har en Række europæiske Stater gennemført Forbud mod Frivilliges Deltagelse i den spanske Borgerkrig. Forslag herom blev fremsat i Folketinget den 23. Februar og gennemført i Løbet af de to efterfølgende dage. - Forslaget vedtoges enstemmigt.

Forbudet omfatter Udrejse og Gennemrejse for saavel danske som fremmede Statsborgere til Deltagelse i Borgerkrigen i Spanien og spansk Marokko. Tilladelsen til at rejse til de spanske Besiddelser kan gives af Justitsministeren eller dennes Bemyndigede ved en særlig Paategning paa Passet. Saadan Tilladelse kan kun gives, saafremt det godtgøres, at Formaalet med Rejsen ikke er Deltagelse i Borgerkrigen. Udlændinge, som ikke er bosat her i Landet, kan kun faa Tilladelse til at rejse herfra til Spanien, saafremt de af Hjemlandets Myndigheder har faaet Tilladelse dertil. Rejsebureauer maa ikke sælge Billetter til Spanien til Personer, der ikke har Rejsetilladelse, ligesom Førerne af danske Skibe, ikke maa transportere eller landsætte saadanne Personer i Spanien. For Overtrædelse fastsættes Hæftestraf indtil 3 Maaneder, eventuelt Bøder. Loven bortfalder af sig selv med Borgerkrigens ophør. Dens Bortfald paa tidligere Tidspunkt kan bestemmes ved kgl. Anordning." 

## Kamphandlingerne

### 1936
Kuplederen Sanjurjo omkom i en flyulykke den 20. juli, lige efter at kuppet blev iværksat. Flyet, som skulle fragte ham til Spanien for, at han skulle slutte sig til kuppet, kolliderede, da det skulle starte i Portugal. Den operative militære ledelse blev da delt mellem Franco i syd og Mola i nord. Næste dag tog nationalisterne marinebasen i Ferrol, som for øvrigt også var Francos fødeby.
Frem til september var der hårde kampe om Gipuzkoa, frem til nationalisterne erobrede provinsen og derved isolerede de republikanske styrker i nord. Den 13. september faldt San Sebastián og nationalisterne gik mod Bilbao men blev standset af de republikanske styrker i Bizkaia.
I syd fik nationalisterne en tidlig triumf med stor symbolværdi ved at vinde Toledo den 27. september og således bryde den republikanske belejring af de nationalistiske styrker i militærakademiet i den gamle fæstning Alcázar i byen. To dage senere proklamerede Franco sig selv som generalissimo og caudillo.
I oktober gik Francos styrker mod Madrid, og indledte et større angreb på byen den 8. november. Den republikanske regering havde evakueret to dage før angrebet kom til Valencia, da det var forventet fra begge sider, at nationalisterne ville lykkes med at indtage hovedstaden. Men nationalisternes angreb på Madrid blev slået tilbage efter hårde kampe frem til den 23. november. Det noget sammenflikkede forsvar bestående af hovedsagelig utrænede civilister: studenter, arbejdere, kvinder og militsfolk stod imod det nationalistiske angreb. En årsag til dette var blandt andet ankomsten af militære rådgivere fra Den røde hær, de første enheder med det indkøbte sovjetiske materiel, og de første enheder af de internationale brigader, selv om kun omkring 3.000 af soldaterne deltog aktivt i kampe. Da angrebet på Madrid viste sig at være mislykket, sørgede Franco for, at byen blev bombet, og prøvede i de næste to år at omringe byen for at belejre den i stedet.

### 1937
Franco prøvede under slaget ved Jarama i februar at afskære de republikanske styrker ved Jarama-floden lige øst for Madrid og således isolere byen. Efter tre ugers hårde kampe havde nationalisterne ikke formået at få noget gennembrud, men heller ikke de republikanske modangreb resulterede i nogen militær gevinst.
Med forstærkninger fra italienske styrker og eliteafdelinger fra Marokko gjorde Franco i januar og februar et nyt, forgæves forsøg på at indtage Madrid. For at genvinde initiativet og sikre sine områder i syd indledte nationalisterne en offensiv med sigte på at erobre den republikansk-kontrollerede landstrimmel langs kysten, som også inkluderede Málaga. Denne offensiv kulminerede med slaget om Málaga 3. – 8. februar, da en sammensat nationalistisk styrke af tropper fra Nordafrika og karlistiske Requetés med italiensk kampvognstøtte erobrede byen fra en republikansk styrke bestående hovedsagelig af milits fra CNT. Nederlaget førte til regeringskrise i republikken og Francisco Largo Caballero kom tilbage som statsminister.
På den tid blev Folkeforbundets forbud mod udenlandske frivillige gjort gældende og hæmmede rekrutteringen til de internationale brigader.
Samtidigt sikrede Franco sig fuld politisk kontrol på nationalistsiden ved at forordne sammenlægning af alle politiske grupper, herunder falangisterne til et parti under hans kontrol.
Ved slaget om Guadalajara 26. april blev den baskiske by Guernica bombet, og mellem 200 og 400 civile blev dræbt til trods for, at byen var uden militær betydning. Bombningen vakte stor international opmærksomhed og er blevet opfattet som det første eksempel på strategisk bombning. Dagen efter blev den indtaget af nationalisterne.
Indre strid spidsede til i maj også på republikansk side. Det Moskva-tro kommunistparti var ret ubetydeligt af størrelse, men havde fået stor politisk indflydelse som følge af sovjetiske våbenleverancer. Kommunisterne krævede, at deres politiske modstandere på venstrefløjen skulle neutraliseres. Der blev igangsat forfølgelser af det uafhængige marxistiske parti POUM så vel som af de mægtige anarkister (FAI) og af syndikalisterne (CNT). I Barcelona kom det til blodige kampe mellem kommunistledede regeringsstyrker og militsgrupper fra CNT/FAI og POUM. Socialistpartiet støttede kommunisterne, ikke mindst af hensyn til fortsatte våbenleverancer fra Sovjetunionen, og resultatet blev, at militserne tabte. POUM's leder blev fængslet og tortureret,, mens FAI og CNT mistede megen af deres indflydelse. Kampmoralen på republikansk side blev også stærkt skadet. Situationen blev skildret af George Orwell i bogen Hyldest til Katalonien.
Da Bilbao faldt i juni, blev Mota dræbt og Franco blev nationalisternes øverste leder alene. Men efter Guernicas fald ydede de republikanske styrker stadig større modstand. I juli gik de til modangreb mod Segovia, hvilket førte til at Franco måtte overføre styrker fra Madrid for at stoppe dem.
Det blev fulgt op af en republikansk modoffensiv under ledelse af José Miaja 6. til 25. juli i Madrid-området kaldet slaget ved Brunete efter en by i Madrid-regionen. De republikanske styrker nåede ikke deres mål om at afskære de nationalistiske styrker, som stod i udkanten af Madrid i en knibtangsmanøvre til trods for et meget stort tab af styrker og materiel. Republikken mistede store mængder af sine bedste styrker og materiel. Samtidig førte erfaringerne fra den militære disponering til at kampmoralen hos de internationale brigader blev stærkt svækket.
Efter at forsøget på at lette presset mod Madrid mislykkedes ved Brunete, besluttede republikkens (kommunisternes) militære ledelse, at de skulle prøve at aflede den nationalistiske fremgang i nord ved at gå til modoffensiver andre steder. En sådan modoffensiv blev planlagt i Aragón. Tillige ville en fremgang her kunne svække anarkisternes og POUM's indflydelse i magtkampen i republikken, da deres styrker i dette område derved ville blive inkorporeret og underlagt central kommando. Det militære mål var at tage Aragóns hovedstad Zaragoza. De republikanske styrker havde en vis fremgang i begyndelsen af offensiven men blev standset i slaget ved Belchite. Da den lille by omsider faldt, var offensiven stoppet, og nationalisterne havde fået samlet sig, fået forstærkninger og slået tilbage.
I august indtog Franco Santander og den isolerede republikanske hær i Baskerlandet kapitulerede. Efter en række kampe, omtalt som kampene i Nordspanien, mistede republikken sit sidste støttepunkt ved erobringen af Gijón. Derved kom hele Nordspanien under nationalisternes kontrol. Dette gav nationalisterne kontrol over værdifuld industri, som var vigtig for krigsføringen, men store dele af denne gik som betaling til Tyskland for Legion Condors bidrag til at indtage området. Men allervigtigst for Franco frigjorde dette nationalistiske militære styrker, som så kunne sættes ind på andre frontafsnit, blandt andet mod republikkens midlertidige hovedstad Valencia. Sejren i nord førte til, at republikken og nationalisterne for første gang under borgerkrigen havde lige store styrker, mellem 650-700.000 på hver side. Udviklingen skulle tippe dette yderligere i nationalisternes favør.
Mod slutningen af november gik Francos styrker mod Valencia, og den republikanske regeringen måtte evakuere endnu en gang, denne gang til Barcelona.

### 1938: Slaget om Teruel
Slaget om Teruel i Aragón blev udkæmpet fra 15. december 1937 til 22. februar 1938 og endte med en afgørende nationalistisk sejr. Byen havde været under nationalisternes kontrol, da oprøret brød ud, men blev erobret af republikken i januar 1938. Denne republikanske offensiv førte til, at Franco afbrød et planlagt angreb mod Madrid, og koncentrerede sig om at standse og generobre republikkens gevinster i og omkring Teruel. Efter en stærk modoffensiv kunne de reorganiserede nationalistiske styrker generobre byen med støtte af en massiv italiensk og tysk militær indsats. Både det iskolde vejr og kampene førte til store tab på begge sider, omkring 40.000 fra nationaliststyrkerne og 60.000 fra republikkens styrker omkom under slaget.
Slaget om Teruel blev et af de mest afgørende i borgerkrigen og var et væsentligt bidrag til, at krigen tippede i nationalisternes favør. Det republikanske infanteri led sine største tab efter, at Teruel var erobret, og dette understregede det meningsløse i operationen, nemlig at erobre en by uden militær værdi og uden muligheder for at kunne holde på erobringen med enorme omkostninger i liv og udstyr. Mange af republikkens bedste styrker blev ofret for en for tidligt indkasseret propagandasejr, som slog tilbage og førte til skænderi om, hvem som havde skylden.

### 1938: Slaget ved Kap Palos
De spanske marinestyrker på begge sider havde en underordnet rolle i borgerkrigen. De bestod væsentlig af eskorteopgaver for forsyninger, havneblokader og til en vis grad artilleristøtte. Men natten mellem den 5. og 6. marts mødtes enheder fra de to sider ved en tilfældighed i havområdet øst for Cartagena. Det blev borgerkrigens største søslag. Republikkens fartøjer sænkede den tunge krydser "Baleares" uden selv at lide tab, men denne sejr skulle vise sig at være den sidste militære sejr i borgerkrigen og skulle snart blive overskygget af situationen i Aragón.

### 1938: Aragón-offensiven
Dagen efter nederlaget ved Kap Palos igangsatte nationalisterne en større offensiv i Aragón og sikrede sig til slutningen af april kontrol over det meste af Aragón og store dele af Catalonien og delte dermed republikkens område i to, da de karlistiske styrker nåede frem til Middelhavskysten den 17. april. Det førte til, at de republikanske styrker syd for denne deling blev afskåret fra (de få) militære forsyninger til republikkens styrker, som kom via Frankrig over Pyrenæerne. Tabet af landområderne i Aragón og andre steder førte også til, at republikken mistede madproduktion til sin egen befolkning, og madmangelen voksede.
I denne situation forsøgte den republikanske regering i maj at få en fredsaftale med Franco, men han forlangte en fuldstændig kapitulation, og krigen fortsatte. Samtidigt fik de republikanske styrker i Catalonien anledning til at reorganisere sig, da Franco ikke udnyttede Aragónoffensiven til at indtage Catalonien men fortsatte mod Valencia. Nationalisternes fremrykning langs kysten blev stoppet efter hårde kampe langs Valencias forsvarslinje, den såkaldte XYZ-linjen. Imidlertid blev krigstrætheden stadig mere udbredt på republikansk side på grund af madmangel, ustandselig bombning, især af den nye hovedstad Barcelona, penge som mistede deres værdi og forbitrelse over ledernes kyniske opførsel.

### 1938: Slaget ved Ebro
Den 24. juli gik republikken til den sidste større modoffensiv i krigen, med sigte på at prøve at genvinde tabte områder. De republikanske styrker krydsede floden Ebro og kom overraskende på nationalisterne, som måtte trække sig tilbage. Kampene varede til den 16. november, men den republikanske modoffensiv viste sig mislykket. Desuden var Münchenaftalen et slag for republikken, da dens håb om en international anti-fascistisk alliance med Vesten viste sig urealistisk.
Tilbageslagene under Ebro-kampene førte til en yderligere militarisering og ensretning af det republikanske regime med magtkoncentration hos Negrín og kommunisterne samtidig, som præsident Azaña blev skubbet stadig længere ud på sidelinjen. Videre blev det catalanske selvstyre tilsidesat som "separatisme", og Negrín fremstillede sig som en lige så stor centralist som Franco. For at styrke det britiske arbejde i Folkeforbundets ikke-indblandingskomite, erklærede Negrin i en tale i Folkeforbundet den 21. september, at de internationale brigader betingelsesløst skulle trækkes ud. Krisen i Tjekkoslovakiet og Sudetenland overskyggede dette krav og gav ikke den tilsigtede politiske virkning og støtte, hvor de håbede, at det ville føre til, at også de tyske og italienske bidrag blev standset. Mussolini omgik den britiske plan ved at trække noget infanteri ud men styrkede samtidig artilleri- og flystøtten. Det republikanske bidrag var ikke stort. På dette tidspunkt var der kun 7.102 udlændinge tilbage i brigaderne. Historier om kommunisternes heksejagt og den dårlige behandling af de internationale styrker havde påvirket rekrutteringen, og rækkerne blev ikke fyldt ud.
Det syntes stadig mere klart, at republikken ville tabe krigen, og lige før jul indledte Franco en større offensiv mod det isolerede republikanske område i Catalonien.

### 1939
Franco var længe ængstelig for, at en aktion i Catalonien ville fremprovokere en krig med Frankrig og gik under Münchenaftalen langt, med italiensk misbilligelse, for at garantere spansk neutralitet, dersom det kom til en ny europæisk krig mellem Storbritannien/Frankrig og Tyskland. Samtidigt advarede den italienske udenrigsminister grev Ciano mod indblanding den 5. januar 1939. Han truede med at indsætte regulære tropper og starte en krig mod Frankrig på spansk jord.
I begyndelsen af december, blot to uger efter afslutningen af Ebro-kampene, blev de nationalistiske styrker omgrupperet langs floderne Ebro og Segre med tanke på en sidste offensiv mod Catalonien. Til trods for Vatikanets appel om våbenhvile i julen, satte nationalisterne i gang aktionerne den 23. december og i løbet af de følgende to måneder i 1939 havde de indtaget hele Catalonien.
Tarragona faldt den 14. januar, Barcelona faldt uden kamp den 26. januar og Girona faldt den 5. februar. Samme dag krydsede Negrin og Azaña med følge grænsen til Frankrig. Fem dage senere var de sidste aktive modstandslommer knust. Til trods for, at Frankrig havde lukket grænsen, blev der et enormt pres, og den måtte åbnes for kvinder, børn og mænd i ikke-kampdygtig alder. Selv om den var lukket for soldater, formåede flere tusinde republikanske soldater at slippe over Pyrenæerne og ind i Frankrig.
Efter at Barcelona var faldet, var republikken i realiteten uden hovedstad, men republikkens ledelse mødtes den 9. februar i den franske by Toulouse for at drøfte, om det var mulig at fortsætte krigen. Negrin og nogen andre centrale skikkelser i republikken rejste i et chartret Air France-fly til Alicante, men kun få ministre og højere embedsmænd fra republikken vendte tilbage til den republik-kontrollerede zone.
Den 27. februar anerkendte Storbritannien og Frankrig Francos regime som Spaniens regering. Azaña gik da formelt af som præsident. I marts gennemførte en gruppe officerer under ledelse af Segismundo Casado og José Miaja med støtte fra PSOEs Julián Besteiro et kup mod Negrins regering med sigte på at indlede fredssamtaler med Franco. Negrin flygtede sammen med en række kommunistledere i fly til Toulouse. Det kom til kampe, især i Madrid, mellem Negrin-loyale styrker og kupmagernes styrker, men den 12. marts var roen genoprettet og byen fortsat under kupmagernes kontrol. Kupmagerne arresterede de kommunistiske politiske kommissærer i styrkerne.
Forhandlingsforslag blev bestemt afvist af Franco, og den 26. marts rykkede nationaliststyrkerne frem uden at møde modstand. Det meste af den tidligere republikanske hær var flygtet og evakueret mod kysten, med et svagt håb om at flygte til udlandet. Den 28. marts rykkede de ind i Madrid, hvor de blev modtaget af "den femte kolonne", som general Mola talte om i en propagandaudsendelse i radioen i 1936, før det første angreb mod byen ved krigens begyndelse. Dagen efter kapitulerede Valencia.
Den 1. april erklærede Franco borgerkrigen for afsluttet. Små lommer fortsatte dog modstanden i lang tid, i form af guerillakrig.

## Straffeforfølgelser
Straffeforfølgelser mod de slagne modstandere var hårde og fulgte det samme mønster som, hvor nationalisterne havde erobret nye områder under krigen. Under en grundig politisk udrensning af landet blev virkelige og formodede politiske modstandere henrettet eller fik lange fængselsstraffe, herunder officerer og andre krigsfanger og præster – særlig i det baskiske område.
Et ukendt antal blev henrettet. Det drejer sig om mindst 30.000, og nogle beregninger går op mod 200.000. Desuden blev tusindvis sat til årelangt straffearbejde, og fangelejre blev oprettet over hele landet. Skøn varierer mellem 367.000 og en halv million indsatte. Også udenlandske fanger fra de internationale brigader sad i fængsel. Straffearbejdet inkluderede både genopbygning af ødelagte byer, bygninger og infrastruktur og arbejde i kulminer. Forholdene for mange fanger lignede koncentrationslejre.
Flere 100.000'er flygtede til udlandet, deriblandt omkring 500.000 til Frankrig, hvor mange blev interneret under meget vanskelige forhold under den tredje franske republik. Den senere Vichy-regering erklærede de internerede som politiske fanger, og ikke-internerede flygtninge blev forsøgt opsporet og arresteret. Mange blev deporteret til tyske koncentrationslejre, og omkring 5.000 spaniere fra borgerkrigen skal være døde i Mauthausen-Gusen koncentrationslejr. Af dem, som var flygtet til Frankrig, vendte omkring 150.000 tilbage til Spanien.